# Равник, Янко
Янко Равник (словен. Janko Ravnik; 7 марта 1891, Бохиньска Бистрица, Австро-Венгрия (ныне Словения) — 2 сентября 1981 , Любляна, СФРЮ) — словенский и югославский композитор, дирижёр, музыкальный педагог, профессор, пианист, режиссёр, кинопродюсер, фотограф.

## Биография
Обучался музыке в Пражской консерватории. После возвращения в Любляну стал первым концертмейстером и дирижёром Люблянской оперы.
С 1919 по 1939 год преподавал игру на фортепиано в Люблянской консерватории, затем до 1968 г. — в Музыкальной академии в Любляне, был деканом. В числе его известных учеников — пианист Боян Адамич.
Как композитор создал фортепианные произведения, песни, а также сочинял духовную музыку, в том числе, реквием.
Будучи режиссёром, оператором и продюсером в 1931 году снял первый словенский художественный фильм «V kraljestvu Zlatoroga».
Автор нескольких документальных фильмов, включая «Открытие памятника Наполеону в Любляне» (1929) и показ празднования 120-летия основания иллирийских провинций в Любляне.

## Награды
- Премия имени Франце Прешерна